# Arbeiterverteilungsamt
Das Arbeiterverteilungsamt (auch Büro, das Leute gibt) ist in altägyptischen Texten des späten Mittleren Reiches (etwa 1850 bis 1700 v. Chr.) bezeugt. Es erscheint in einigen Papyrusurkunden dieser Zeit, beispielsweise in den Lahunpapyri, im Papyrus Boulaq 18 und im Papyrus Brooklyn 35.1446 und in einigen wenigen Inschriften. 
Nach den wenigen Belegen war es eine Institution, die staatliche Zwangsarbeit, wie beispielsweise den Pyramidenbau, organisierte. 
Dieses Büro war dem Wesir und dem Vorsteher des Arbeitslagers unterstellt. In den Texten erscheint es auch als Lieferant von Broten, Rindern und natürlich Arbeitern.